# Doppelgänger

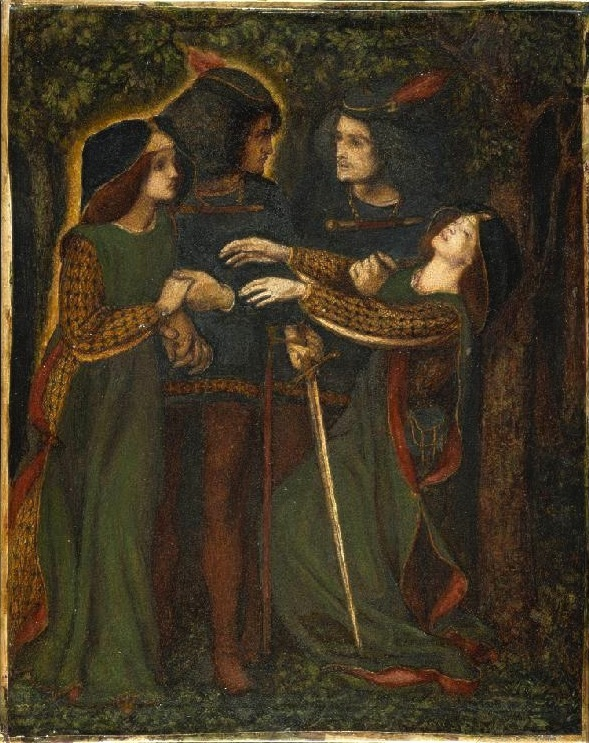
Como eles conheceram Eles mesmos, de Dante Gabriel Rossetti, aquarela, 1864

Um doppelgänger (alemão: [ˈdɔpl̩ˌɡɛŋɐ] (escutarⓘ)), às vezes escrito como doppelgaenger ou doppelganger é um sósia ou duplo não-biologicamente relacionado de uma pessoa viva, por vezes retratado como um fenômeno fantasmagórico ou paranormal e geralmente visto como um prenúncio de má sorte, ou ainda para se referir ao "irmão gêmeo maligno" ou ao fenômeno da bilocação. A forma mais antiga da palavra, cunhada pelo romancista Jean Paul em 1796, é doppeltgänger, "aquele que caminha ao lado".
Os doppelgängers aparecem em várias obras literárias de ficção científica e literatura fantástica, nas quais são um tipo de metamorfismo que imita uma pessoa ou espécie específica.

## Etimologia
A palavra doppelgänger é um substantivo composto da língua alemã formado pela combinação dos dois substantivos Doppel (duplo, réplica) e Gänger (andante, ambulante, aquele que vaga). As formas singular e plural são idênticas. O primeiro uso conhecido, na forma ligeiramente diferente Doppeltgänger, ocorre no romance Siebenkäs (1796), de Jean Paul, no qual ele explica sua palavra recém-criada por uma nota de rodapé - enquanto na verdade a palavra doppelgänger também aparece, mas com um significado bem diferente.
As formas singular e plural são iguais em alemão, mas os escritores portugueses geralmente preferem o plural "doppelgängers". Em alemão, também existe uma forma feminina, "Doppelgängerin" (plural: "Doppelgängerinnen").
Como todos os substantivos em alemão, a palavra é escrita com uma letra maiúscula inicial. doppelgänger e doppelgaenger são grafias essencialmente equivalentes, e doppelganger é diferente e corresponderia a uma pronúncia diferente.[carece de fontes?]

## Mitologia
Nas lendas nórdicas e germânicas, ver o próprio doppelgänger era um presságio da morte. Um doppelgänger visto pelos amigos ou parentes de uma pessoa pode às vezes trazer azar, ser um mau presságio ou uma indicação de doença iminente ou problema de saúde. Como escreveu o dramaturgo sueco Strindberg: "Quem vê seu duplo vai morrer".
Mario Praz conecta com a figura do duplo outros temas populares no folclore, como o lobisomem ou a garota bonita que se esconde dentro de uma cobra ou demônio (lâmia). Claude Lecouteux explora essas e outras conexões (fadas, bruxas, lobisomens) em seu livro sobre a figura do duplo na Idade Média.

## Aplicações científicas
Heautoscopia é um termo usado em psiquiatria e neurologia para a alucinação de "ver o próprio corpo à distância". Pode ocorrer como um sintoma de esquizofrenia e epilepsia, e é considerada uma possível explicação para o fenômeno do doppelgänger.
Os criminologistas encontram uma aplicação prática nos conceitos de familiaridade e semelhança facial, devido a casos de condenações injustas baseadas em testemunhas oculares. Em um caso, um homem passou 17 anos preso negando persistentemente qualquer envolvimento com o crime de que foi acusado. Ele foi finalmente libertado depois que outro homem foi encontrado, com uma semelhança impressionante, o mesmo primeiro nome e quase a mesma idade.

## Exemplos na vida real
Izaak Walton afirmou que o poeta metafísico inglês John Donne viu o doppelgänger de sua esposa em Paris em 1617, na mesma noite que sua filha natimorta nasceu.
O dramaturgo alemão Goethe descreveu uma experiência em sua autobiografia Dichtung und Wahrheit, na qual ele e seu duplo se cruzaram a cavalo.
Com o advento das mídias sociais, houve vários casos relatados de pessoas encontrando seu "gêmeo desconhecido" on-line, um termo moderno para Doppelgänger. Existem vários sites em que os usuários podem fazer upload de uma foto de si mesmos e o software de reconhecimento facial tenta combiná-los com outro usuário com aparência semelhante. Alguns desses sites relatam ter encontrado inúmeros doppelgängers vivos.

## Exemplos na ficção

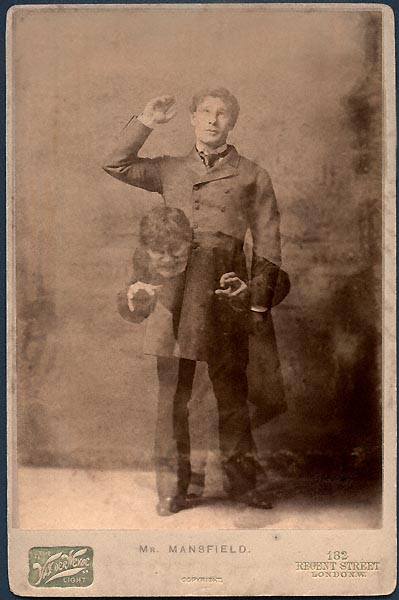
Representação do doppelgänger em Strange Case of Dr Jekyll and Mr Hyde.

### Na literatura
- "William Wilson" (1839), de Edgar Allan Poe.
- Strange Case of Dr Jekyll and Mr Hyde (1886), de Robert Louis Stevenson.
- O Retrato de Dorian Gray (1890), de Oscar Wilde.
- The Vampire Diaries (1991), de L. J. Smith.
- Nos heterónimos de Fernando Pessoa.
- 172 Horas na Lua, de Johan Harstad, e ocupam papel central na trama.
- Minha querida Sputnik, de Haruki Murakami.
- As Luzes de Setembro, de Carlos Ruiz Zafón.
- HQ Ghost World, de Daniel Clowes.
- Outsider, de Stephen King.
- No mangá Black Paradox de Junji Ito é citado em seu primeiro capítulo

### Na televisão
- The Vampire Diaries, no episódio 22,  da 1ª temporada para a frente,  quando Katherine volta para Mystic Falls.
- No drama coreano Strong Woman Do Bong-soon, no episódio 10 de sua única temporada.
- Buffy the Vampire Slayer, episódio 16 da 3ª temporada.
- Supernatural, no episódio 6 da 1ª temporada.
- Gilmore Girls, episódio 11 da 6ª temporada.
- The Originals.
- Em Twin Peaks eles têm um papel central, principalmente na continuação de 2017.
- Em Dragon Ball Super, o antagonista Goku Black, possui características idênticas ao personagem principal, Goku.
- Grimm, episódio 22, da 2ª temporada.
- How I Met Your Mother.
- Dorama Mask.
- The Flash, 2° temporada, episódio 7 e 11.
- No mangá e anime Hunter × Hunter.
- Casa do Terror, Hammer Films - As Duas Faces do Mal.
- Na série C.S.I, temporada 2, episódio 13.
- No anime Ragnarök The Animation.
- Na série Miraculous: As Aventuras de Ladybug, na temporada 1, episódio 9, um escultor é transformado no doppelgänger de Cat Noir para incriminar o mesmo e ter Ladybug como sua amada.
- Na série de mangá Medaka Box.
- Vinyl, episódio 4 da 1º temporada.
- No anime Monster Musume no Iru Nichijou.
- No anime Blood Lad
- No anime Tanaka-kun wa Itsumo Kedaruge
- No anime Kurokami The Animation
- Na série de drama japonês, Switch Girl, temporada 2, episódio 2.
- No curta brasileiro "O Duplo" de Juliana Rojas.
- Na adaptação em anime de Another, é mencionado no episódio 00 (especial).
- No drama coreano Winter Sonata, capítulo 5.
- No anime Seishun Buta Yarou wa Bunny Girl Senpai no Yume wo Minai, temporada 1, episódio 07.
- No anime Layton Mystery Tanteisha: Katri No Nazotoki File, episódio 13.
- No filme animado Perfect Blue, de Satoshi Kon.
- No anime Go-Toubun No Hanayome.
- No filme Nós, de Jordan Peele.
- Na série italiana da Netflix Curon.
- Na série alemã da Netflix Dark.

### Em jogos eletrônicos
- No jogo Antinomy of Common Flowers, Sumireko Usami enfrenta 2 cópias de si mesma, e assim o doppelgänger virou a sua habilidade oculta (devido ao incidente das lendas urbanas em Ulil).
- No jogo The Legend of Zelda: Ocarina of Time, Link se depara com uma cópia de si mesmo no Templo dá Água.
- Na série Sonic the Hedgehog, Sonic ocasionalmente enfrenta Metal Sonic, uma versão robótica dele próprio.
- No jogo Puyo Puyo~n, Arle Nadja se encontra com uma cópia de si mesma no puyo puyo circus,
- No jogo Devil May Cry 3: Dante's Awakening, aparece como um Style.
- No jogo Scribblenauts Unmasked, como uma copia de Maxwell.
- No jogo Ragnarök Online é um dos monstros chefes - MVP.
- No jogo Castlevania: Symphony of the Night, como chefe copiando Alucard duas vezes.
- No jogo SoulCalibur III, o personagem Zasalamel luta contra ele próprio.
- No Jogo Tomb Raider: Underworld, A doppelgänger de Lara Croft é criada para matar a mesma.
- No jogo Prince of Persia, ao atravessar um espelho, quase na fase final aparece para lutar com o jogador.
- No jogo Hearthstone, o lacaio doppelgangster, referência à criatura, cria cópias de si mesmo.
- No jogo Legion of Heroes, a doppelganger é usada para substituir heróis em processo de fusão que necessita 5 iguais, ela pode ser usada para substituir 4 desses heróis.
- No jogo The Witcher 3: Wild Hunt, em uma missão, Geralt de Rívia caça um doppelganger que está causando problemas com os comerciantes.
- No jogo Dota 2, era a segunda habilidade especial do personagem Phantom Lancer.
- Na série de jogos Inazuma Eleven há uma técnica com o nome de "doppelganger" onde o usuário cria uma duplicata do adversário para roubar a bola.
- No jogo Munchkin, possui uma das cartas.
- No jogo Borderlands: The Pre-Sequel, em uma DLC do jogo você consegue jogar com o doppelganger do vilão do jogo.
- Em Dishonored 2, a protagonista Emily Kaldwin possuí poderes sobrenaturais que lhe permite criar réplicas de si mesma e a vilã e antagonista Delilah Coperspoon também possui essas mesmas habilidades.
- No jogo Spider Man Maximum Carnage, o Homem Aranha se depara quase sempre com sua réplica de 4 braços ao longo do jogo.
- Maria, de Silent Hill.
- Borderlands, o personagem Handsome Jack.
- Nas edições de Dungeons & Dragons, os doppelgängers são metamorfos desleais que assumem a aparência de outros humanoides, escapando de perseguições ou atraindo vítimas para a morte através da enganação e do disfarce.